# Ramsåsa församling
Ramsåsa församling var en församling i Lunds stift och i Tomelilla kommun. Församlingen uppgick 2002 i Tomelillabygdens församling.

## Administrativ historik
Församlingen har medeltida ursprung. 
Församlingen var till 1 maj 1933 annexförsamling i pastoratet Röddinge och Ramsåsa. Från 1 maj 1933 till 1962 var den annexförsamling i pastoratet Vanstad, Tolånga, Röddinge och Ramsåsa. Från 1962 till 2002 var den annexförsamling i pastoratet Tomelilla, Tryde, Ramsåsa, Ullstorp och Benestad, där Tryde församling var moderförsamling mellan 1 oktober 1976 och 25 april 1985. Församlingen uppgick 2002 i Tomelillabygdens församling.

## Kyrkor
- Ramsåsa kyrka